# Battaglia di Tuyutí
La battaglia di Tuyutí è stato un importante scontro armato della guerra della Triplice Alleanza avvenuto il 24 maggio 1866 tra l'esercito paraguaiano e le forze alleate.
Fu per numero di morti e feriti la battaglia è stata la più sanguinosa mai avvenuta nell'America meridionale.

## Antefatti
Dopo le battaglie di Paso de Patria e di Estero Bellaco (2 maggio), le forze alleate, stimate in 50 000 uomini, sotto il comando del generale argentino Bartolomé Mitre, avanzarono con cautela in territorio nemico sconosciuto, poiché non esistevano mappe affidabili del terreno. Allo stesso modo, non erano disponibili informazioni sulla forza e sulla disposizione delle forze nemiche.
La prudenza di Mitre si scontrava con le opinioni dei comandanti delle forze brasiliane, che spingevano per una maggiore velocità nell'avanzata, rendendosi conto che la lentezza era pericolosa per il morale dei soldati e comprometteva il prestigio delle truppe in marcia agli occhi del nemico.
Il 20 maggio gli Alleati attraversarono la palude Bellaco Sud e i paraguaiani si ritirarono dietro la palude Bellaco Nord.

## Piani paraguaiani
All'inizio di maggio 1866, l'attacco paraguaiano alla palude di Estero Bellaco fallì. Gli alleati si accamparono per oltre due settimane prima di riprendere l'avanzata il 20 maggio 1866. Il dittatore paraguaiano Francisco Solano López spostò il suo quartier generale a Paso Pucu, dove scavò trincee nei passi da Gomez a Rojas. Dopo aver appreso che gli alleati stavano pianificando di attaccare il 25, López ordinò un attacco a sorpresa a Tuyutí, "una savana paludosa e piena di sterpaglie", per il 24 maggio. La battaglia di Tuyutí del 24 maggio 1866 è nota come prima battaglia di Tuyutí; la seconda battaglia di Tuyutí si svolse il 7 novembre 1867.
Si trattava di un attacco coordinato di tre potenti colonne a destra, al centro e a sinistra, mentre una quarta colonna al comando del generale Vicente Barrios, all'estrema destra, doveva attraversare la montagna Sauce e fare un'apparizione di sorpresa a Potrero Piris alla retroguardia nemica. L'unità di Barrios doveva unirsi alle forze del generale Francisco Isidoro Resquín, che avrebbe attaccato il fianco sinistro e accerchiato il nemico.
Dopo che la colonna del generale Vicente Barrios lasciò il Monte del Sauce a Potrero Piris, doveva avvertire il colonnello José Eduvigis Díaz, che comandava la colonna che avrebbe marciato sul fianco destro degli Alleati, per mezzo di una casacca, e doveva sparare un razzo. Al suono del razzo, l'artiglieria comandata dal colonnello José María Bruguez doveva sparare un colpo di cannone al cui suono sarebbe iniziato l'attacco generale.
Inoltre, l'attacco doveva avvenire all'alba per cogliere di sorpresa le truppe alleate. In caso di successo, il governo paraguaiano si troverebbe in una posizione imbattibile, poiché la maggior parte delle forze nemiche verrebbe distrutta.

## La battaglia
I paraguaiani attaccarono in tre colonne alle 11:55, dopo che un razzo Congreve segnalò l'attacco. Il generale paraguaiano Vicente Barrios, con 8 000 soldati di fanteria e 1 000 di cavalleria, attaccò la sinistra alleata, composta da brasiliani al comando del generale Osório. Il generale Isidoro Resquín, con 7 000 cavalleria e 3 000 fanteria, attaccò invece il fianco destro alleato. Il colonnello José Eduvigis Díaz, con 6 000 soldati di fanteria e 1 000 di cavalleria, attaccò il centro alleato, la divisione d'avanguardia del generale Flores. Il colonnello Hilario Marcos, con 7 000 uomini e 48 cannoni, formò la riserva a Estero Rojas.
L'attacco iniziò al centro, dove gli uruguaiani furono costretti a retrocedere insieme ad alcuni battaglioni di volontari brasiliani. Sulla sinistra dell'accampamento alleato, il tenente colonnello Émile Mallet aveva ordinato la costruzione di un grande fossato davanti ai suoi pezzi d'artiglieria, che secondo una fonte erano trenta cannoni La Hitte. Quando l'assalto paraguaiano raggiunse la fossa, si trovò a tiro e non riuscendo ad attraversare l'ostacolo. I paraguaiani cercarono di aggirare l'artiglieria, evitando il fuoco in arrivo, ma incontrarono la 3ª Divisione di fanteria di Antônio Sampaio. Quest'ultima unità combatté disperatamente nel terreno fangoso, anche se il suo comandante morì durante lo scontro. A questo punto, Osório ordinò alle sue riserve di attaccare e queste riuscirono a respingere il centro paraguaiano.
Sulla sinistra alleata, i paraguaiani respinsero le poche unità brasiliane, raggiungendo quasi il campo alleato. A questo punto Osório rinforzò le linee brasiliane con varie unità, impegnando infine la 2ª Divisione di cavalleria, comandata dal generale João Manuel Mena Barreto. I paraguaiani continuarono ad attaccare fino a quando non furono accerchiati e annientati. Nel settore argentino, la cavalleria paraguaiana sotto il generale Resquín sbaragliò quella argentina dei generali Cáceres e Hornos. Dopo una serie di attacchi e contrattacchi la battaglia cessò verso le 16, quando l'esercito paraguaiano era ormai stato completamente annientato.

## Conseguenze
Sebbene inizialmente sembrasse che si sarebbe trasformata in una completa sconfitta alleata, la battaglia si concluse con un sanguinoso disastro per i paraguaiani. Alle 16:30, dopo cinque ore di combattimenti, i combattimenti cessarono e le unità paraguaiane si ritirarono. La battaglia di Tuyutí fu una delle più sanguinose della storia sudamericana, con un numero di caduti tra i 13 000 e i 15 000 quel giorno. Secondo la storiografia paraguaiana, il suo esercito subì circa 5 000 morti e 8 000 feriti, mentre 7 000 uomini dell'esercito alleato morirono e altri 4 000 furono feriti, ma le fonti alleate riportano 3 000 morti e feriti brasiliani (tra cui il generale Antônio de Sampaio, comandante della 3ª Divisione di fanteria), 800 argentini e 300 uruguaiani, a fronte di 13 000 perdite paraguaiane.
Mitre, dopo aver subito perdite così pesanti e non conoscendo bene la situazione dei paraguaiani, si rifiutò di avanzare verso Paso Pucú, ignorando il fatto che López era totalmente incapace in quel momento di contenere qualsiasi attacco. Mitre non approfittò ulteriormente della vittoria, restando a Tuyutí in attesa di ciò che avrebbe fatto il suo nemico. Ciò che conferisce alla battaglia la sua reale importanza è che, a causa di una scarsa coordinazione e di una cattiva pianificazione, un attacco che avrebbe dovuto dare loro una vittoria decisiva, costò ai paraguaiani la distruzione delle loro migliori unità regolari; la maggior parte dei cavalieri morti erano membri dell'élite di Asunción.
Alla fine della battaglia, gli alleati erano ancora in possesso di una forza combattiva, a differenza di López che, da quel momento in poi, non fu mai più in grado di radunare una forza di quelle dimensioni per combattere. Da quel momento in poi, non avendo le condizioni umane per combattere in campo aperto, Solano López poté solo resistere trincerato nelle fortificazioni (Curupaytí e Humaitá) nella speranza di poter logorare le forze nemiche. Con questa vittoria, le truppe alleate si stabilirono saldamente in territorio nemico.
Alla fine di giugno del 1866, López aveva ricostruito il suo esercito fino a un totale di 20 000 uomini, ma contava soprattutto su vecchi, bambini e soldati malati o feriti che erano stati congedati.